# Surfontaine
Surfontaine ist eine französische Gemeinde mit 98 Einwohnern (Stand: 1. Januar 2022) im Département Aisne in der Region Hauts-de-France. Sie gehört zum Arrondissement Saint-Quentin, zum Kanton Ribemont und zum Gemeindeverband Val de l’Oise.

## Lage
Die Gemeinde Surfontaine liegt 16 Kilometer südöstlich von Saint-Quentin. Nachbargemeinden von Surfontaine sind Ribemont im Norden, Villers-le-Sec im Nordosten, La Ferté-Chevresis im Osten, Nouvion-et-Catillon im Südosten, Renansart im Südwesten sowie Séry-lès-Mézières im Nordwesten.

## Bevölkerungsentwicklung
| Jahr                       | 1962 | 1968 | 1975 | 1982 | 1990 | 1999 | 2006 | 2013 | 2022 |
| Einwohner                  | 117  | 129  | 101  | 80   | 66   | 83   | 97   | 101  | 98   |
| Quellen: Cassini und INSEE |      |      |      |      |      |      |      |      |      |

## Sehenswürdigkeiten

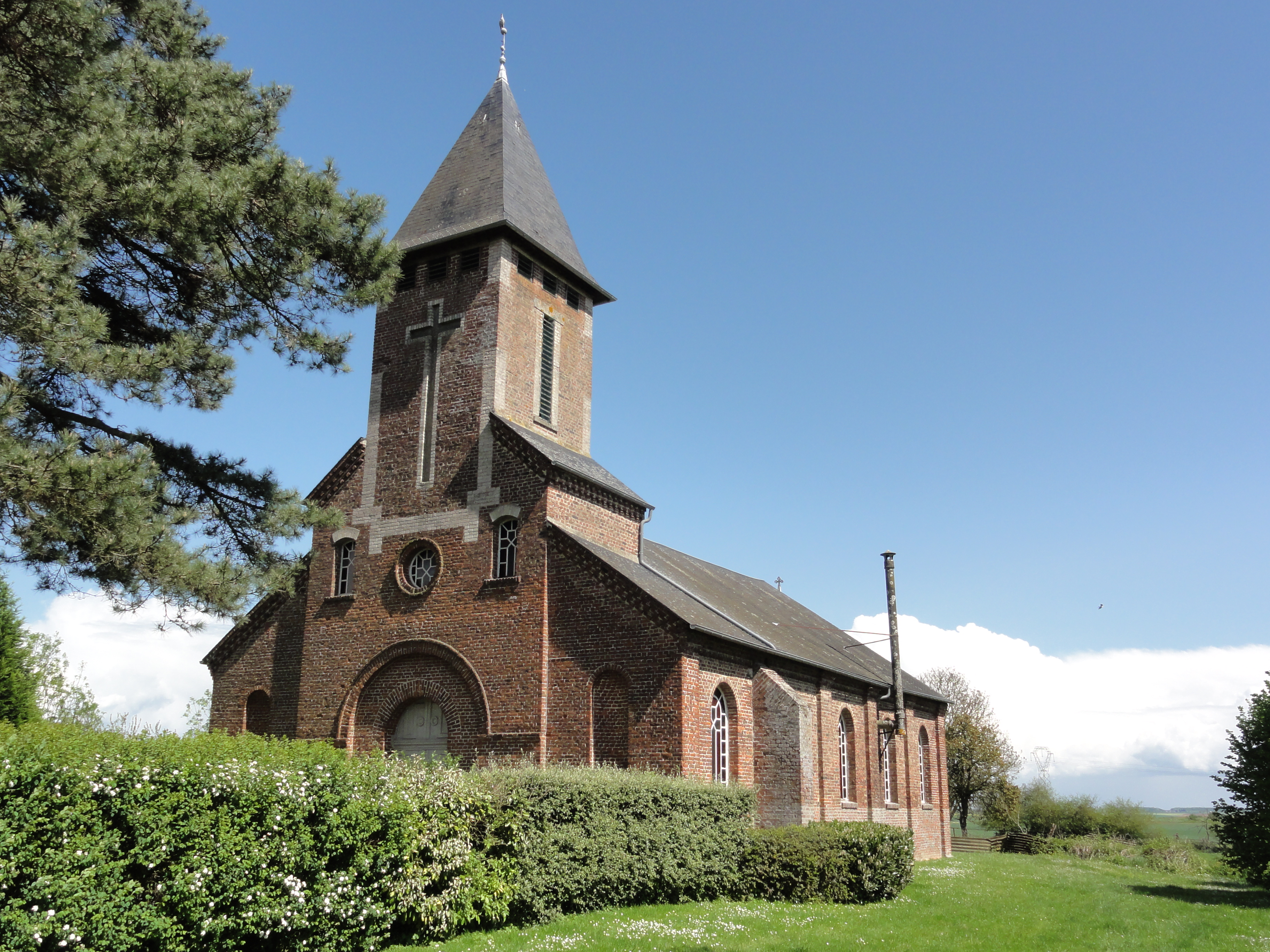
Kirche Saint-Barbe

- Kirche Sainte-Barbe